# Duplicity
Duplicity is een Amerikaanse romantische spionagefilm uit 2009 onder regie van Tony Gilroy. Julia Roberts werd voor haar hoofdrol hierin genomineerd voor een Golden Globe.

## Verhaal
In 2003 ontmoeten MI6-agent Ray en CIA-agente Claire elkaar in Dubai en brengen samen een nacht door. Vijf jaar later werken beiden als bedrijfsspion en komen — niet geheel toevallig blijkt later — in hetzelfde team van cosmeticabedrijf Equikrom terecht. Dat team bespioneert grote concurrent Burkett en Randle, dat zelf ook een spionageteam heeft dat Equikrom spioneert. Claire is als dubbelspion actief in beide teams. Ray en Claire beginnen heimelijk ook een relatie, al blijven ze elkaar wantrouwen.
Het team ontdekt dat B&R middels een overname een revolutionair nieuw product in bezit heeft gekregen. Equikrom-baas Dick Garsik denkt dat B&R's directeur Howard Tully hiermee wil uitpakken op de dag van Equikroms jaarvergadering om hem alzo een zware klap toe te brengen. Garsik wil dan ook koste wat kost achterhalen wat dat product is. Het team ontdekt dat het om een haargroeimiddel gaat en slaagt er ook in de formule te bemachtigen. Garsik kondigt vervolgens op grootse wijze aan dat zijn bedrijf een revolutionair haargroeimiddel heeft ontwikkeld.
Ray en Claire hebben echter elk een kopie van de formule gemaakt en proberen die nu aan een Zwitsers bedrijf te verkopen. Volgens hun klant hebben ze echter niet meer dan een gewone lotion in handen. Vervolgens is via flashbacks te zien hoe Tully de hele zaak in scène heeft gezet met eigen dubbelspionnen bij Equikrom, valse communicatie en een nepformule. Op die manier is hij erin geslaagd Equikrom voor schut te zetten en Garsik in diskrediet te brengen. Ray en Claire krijgen een sarcastisch dankbriefje met een fles champagne van Tully en realiseren zich dat ze de hele tijd dat ze voor Equikrom werkten Tully's speelbal zijn geweest.

## Rolverdeling
| Acteur             | Personage             | Opmerkingen                           |
| ------------------ | --------------------- | ------------------------------------- |
| Clive Owen         | Ray Koval             | Protagonist                           |
| Julia Roberts      | Claire Stenwick       | Protagoniste                          |
| Tom Wilkinson      | Howard Tully          | CEO van Burkett & Randle              |
| Paul Giamatti      | Richard "Dick" Garsik | CEO van Equikrom                      |
| Denis O'Hare       | Duke Monahan          | Teamlid bij Equikrom                  |
| Kathleen Chalfant  | Pam Fraile            | Teamlid bij Equikrom                  |
| Thomas McCarthy    | Jeff Bauer            | Teamlid bij B&R                       |
| Wayne Duvall       | Ned Guston            | Teamlid                               |
| Carrie Preston     | Barbara Bofferd       | Werkneemster van B&R's reisagentschap |
| Christopher Denham | Ronny Partiz          | Teamlid                               |
| Oleg Shtefanko     | Boris Fetyov          | Teamlid bij Equikrom                  |